# Massad Boulos
 (décembre 2024).
Améliorez-le ou discutez des points à vérifier. 
Massad Fares Boulos, né à Kfaraakka en 1971, est un homme d'affaires et homme politique américano-libanais. Connu pour sa proximité avec Donald Trump, il est le beau-père de sa fille Tiffany. Le 1er décembre 2024, Massad Boulos est choisi par Donald Trump, nouveau président des États-Unis pour devenir son haut-conseiller pour le Moyen-Orient au sein de sa seconde administration. En avril 2025, il devient le conseiller principal pour l'Afrique du département d'État des États-Unis.

## Biographie

### Jeunesse et famille
Massad Boulos naît en 1971 dans une famille chrétienne grecque orthodoxe de Kfaraakka, un village du district du Koura, dans le nord du Liban. Il est le fils de Fares et Marie-Therese et sa famille possède une importante influence locale. Son père était maire de la ville entre 1998 et 2010. La famille est décrite comme « chrétien maronite ».
Il s'installe au Texas durant son adolescence. Il y a un diplôme en general business à l'université de Houston et un diplôme en droit de la Texas Southern University (en). Il ne semble être enregistré au barreau ni en France ni au Liban,,. Il parle l'arabe, le français et l'anglais. Massad Boulos déclare avoir « participé activement à la politique républicaine et tant qu'étudiant ».

### Carrière dans le monde des affaires
Après avoir terminé ses études, Massad Boulos rejoint l'entreprise familiale et travaille dans le secteur automobile au Nigeria. Il est PDG de l'entreprise SCOA Nigeria, possédant (avant l'élection de Donald Trump) une capitalisation totale de 865 000 $. Son épouse, Sarah Fadoul Boulos, est la fille d'un autre homme d'affaires libanais en Afrique, Michel Zouhair Fadoul, dont l'entreprise se vante d'être présente dans « plus de 10 pays » et figure parmi les entreprises libanaises les plus prospères en Afrique,,.

### Carrière politique au Liban
Massad Boulos entame une carrière politique au Liban en tant que militant du Courant patriotique libre (CPL), le parti du président Michel Aoun, qu'il représente au Nigeria. Il se lance ensuite dans la politique locale du Liban, dans son district du Koura, où il se présente aux élections législatives en 2005. Cependant, il se retire rapidement de la course pour soutenir le candidat d'alliance entre le CPL, le parti Marada et le Parti communiste libanais. Lors des élections de 2009, sa candidature est envisagée en interne par le CPL, mais il n'est finalement pas désigné. D'importants conflits internes ont lieu au sein du parti et Boulos le quitte pour rejoindre Forces libanaises.
Il se rapproche ensuite de Sleiman Frangié, candidat à l'élection présidentielle libanaise, qui commence en 2022. Frangié est connu pour ses prises de positions favorables à la Syrie et au Hezbollah ; il est décrit comme un ami d'enfance de Bachar el-Assad. Massad Boulos lui apporte son soutien lors de les élections législatives de 2018.
Il a toutefois mentionné dans des interviews qu’il n’était affilié à aucun parti au Liban et qu’il connaissait la plupart des dirigeants chrétiens libanais. Naviguant entre des forces politiques pro-syriennes et anti-syriennes, son parcours « n'indique pas exactement un engagement ferme en faveur de l'une ou l'autre partie de la politique libanaise ou de la politique régionale », selon Aron Lund de The Century Foundation.

### Engagement aux côtés de Donald Trump
Boulos est impliqué dans la politique républicaine depuis des décennies et a travaillé comme bénévole pendant la campagne de George W. Bush pour le poste de gouverneur du Texas en 1994. Il s'engage concrètement aux côtés de Donald Trump en 2019, après avoir été invité aux célébrations de Noël de la Maison-Blanche. Il joue un rôle dans la campagne présidentielle de Donald Trump en 2020, mais celui-ci reste limité ; il grandira par la suite.
En 2022, son fils Michael Boulos se marie à la fille de Donald Trump, Tiffany Trump. Il profite du mariage pour se rapprocher encore du cercle des proches de l'ancien président, candidat à une réélection lors de l'élection de 2024. Dès lors, il s'implique dans sa campagne pour la Maison-Blanche. Massad Boulos a pour objectif d'attirer les Arabes américains et les musulmans vivant dans le pays vers le candidat républicain, handicapé par ses positions islamophobes, incarnées par son décret dit « Muslim Ban ». Il capitalise pour ce faire sur le rejet de la politique de soutien à Israël de Joe Biden durant la guerre à Gaza et établit des liens avec le président palestinien Mahmoud Abbas,.
Boulos a fait campagne pour Trump dans les communautés musulmanes et arabes avec Bishara Bahbah, fondateur d'Arabs for Trump, et Richard Grenell. Il a cherché à présenter Trump comme un partisan de la « paix mondiale », selon Bahbah. Dans une interview au Times, il a déclaré : « Il y a 3,5 millions d'Arabes-Américains, ce qui est énorme, et ils veulent simplement que leur voix soit entendue. Et Trump les écoute. » Malgré cela, ses interventions ont été critiquées lors de certaines réunions, certains participants critiquant la politique de Trump concernant Jérusalem.
Peu avant l'élection, il affirme qu'en cas de victoire de Donald Trump, il occupera le poste de référent américain pour le Liban, avec pour objectif de négocier un cessez-le-feu entre Israël et le Hezbollah.
Après l'élection de Donald Trump comme 47e président des États-Unis, il intervient dans les médias libanais et déclare qu'il « assumera la direction des efforts visant à résoudre la crise israélo-libanaise ». il réitère la promesse du candidat durant la campagne, de mettre fin rapidement aux guerres au Moyen-Orient. Il se place ainsi en successeur d'Amos Hochstein, envoyé américain au Moyen-Orient. Cependant, Massad Boulos revient sur ses propos peu de temps après.
Boulos a participé à l'accord de cessez-le-feu israélo-libanais de 2024. S'il a d'abord déclaré que l'armée libanaise remplissait son devoir de manière « acceptable » concernant son rôle dans le cessez-le-feu, il a ensuite expliqué lors d'une interview pour Le Point qu'« il y avait eu un malentendu initial, notamment au Liban, où l'on pensait que l'accord de cessez-le-feu ne s'appliquait qu'à la zone située au sud du Litani ». Il a ensuite clarifié sa position et réaffirmé que l'exigence de désarmement du Hezbollah s'applique à l'ensemble du Liban, et pas seulement aux zones situées au sud du Litani.
Lors des négociations pour la formation du gouvernement libanais actuel, Boulos a été chargé de faire passer le message selon lequel le mouvement Amal, allié au Hezbollah, devrait jouer un rôle moins important au sein du nouveau gouvernement.
Lors d'une rencontre avec Yossi Dagan, président du Conseil régional de Samarie et colon activiste, Boulos a déclaré : « En Israël, au Liban et dans toute la région, nous souhaitons et espérons la paix, et avec la grâce de Dieu, nous l'obtiendrons bientôt. » Sa rencontre et ses déclarations ont été critiquées par les défenseurs palestiniens, qui ont qualifié cette rencontre de « normalisation » de l'occupation israélienne de la Cisjordanie. Il a également assisté à un dîner Iftar offert par l'ambassadeur d'Israël aux États-Unis, Yechiel Leiter. Un article publié par le Times of Israel a souligné l'absence de représentants des pays signataires des accords d'Abraham, conséquence du refroidissement des relations publiques entre Israël et les pays signataires provoqué par la guerre de Gaza de 2023.

### Nomination au sein de l'administration Trump
Le 1er décembre 2024, Donald Trump, nouvellement élu, annonce sa nomination comme conseiller spécial pour le Moyen-Orient, via un post sur Truth Social, dans lequel il le présente comme « un défenseur des valeurs républicaines et conservatrices ». Il doit intégrer la seconde administration Trump le 20 janvier 2025, à la suite de l'investiture de Donald Trump.
En mars 2025, plusieurs sites d'actualités annoncent que Massad Boulos aurait été nommé envoyé spécial pour la République démocratique du Congo et la région des Grands Lacs, apparemment en raison de l'intérêt américain à conclure un accord sur les minéraux. En avril, Boulos a été nommé le conseiller principal pour l'Afrique du département d'État des États-Unis. 
Sa première tournée diplomatique l'a vu se rendre en République démocratique du Congo,  au Rwanda, au Kenya et en Ouganda, accompagné de la sous-secrétaire d'État adjointe aux affaires africaines, Corina Sanders. Boulos a ensuite annoncé que le président Félix Tshisekedi avait convenu d'une voie à suivre pour développer un accord minier, permettant aux entreprises privées américaines de travailler dans le pays et que les États-Unis utiliseraient « tous les outils diplomatiques et économiques » pour faire progresser la paix dans la région,. 
Dans le cadre de son portefeuille, il a également annoncé une proposition visant à résoudre la crise libyenne en amenant toutes les factions à la table des négociations pour mettre fin à la paralysie politique du pays. Certains se sont demandé si le plan se concrétiserait compte tenu des coupes budgétaires antérieures du Département d'État américain et de l'impact  des tarifs douaniers sur le commerce bilatéral entre la Libye et les États-Unis. 

## Vie privée
Boulos possède les nationalités libanaise, française et américaine.
Il a épousé Sarah Fadoul Boulos, née au Burkina Faso. Vers 1986, elle vit à Houston, au Texas, et obtient son diplôme de biologie à l'Université baptiste de Houston en 1994. En 1996, le couple s'installe à Lagos, au Nigéria, et Sarah travaille chez SCOA Nigéria en tant que directrice du commerce et de la logistique.
Philanthrope, entrepreneuse et coach de danse, elle fonde en 2005 la Société des arts du spectacle au Nigéria (SPAN) dans un petit studio de son garage. Sarah indique que SPAN a touché plus de 10 000 jeunes depuis sa création. Plus récemment, elle est franchisée de Creative Education International (CrEd) sur l'île de Lagos. En 2020, elle supervise les importations de son entreprise, La Pointe Delicatessen, sur l'île Victoria, à Lagos.
Sarah et Massad sont chrétiens. Ils ont quatre enfants : Michael, Fares, Oriane et Sophie. En 2022, leur fils Michael épouse Tiffany Trump, fille de Donald Trump